# Староцурухайтуй
Староцуруха́йтуй — село в Приаргунском районе Забайкальского края России. Административный центр сельского поселения «Староцурухайтуйское».

## География
Расположено на российско-китайской границе в излучине реки Аргунь, в 27 км к юго-востоку от Приаргунска. Этимология названия: по-бурятски сурхай, по-эвенкийски сурука одинаково означают «щука», сурхайта — «щучье».

## История
Село основано в 1728 году по распоряжению графа Саввы Рагузинского как пограничный караул под названием Цурухайтуевская слобода. Позже стала называться Цурухайтуевская крепость. Внутри находились церковь, дом для коменданта, казарма, амбар, 2 маленькие пушки, гарнизон состоял из полуроты Селенгинского полка и 46 казаков. Рядом располагались 65 казачьих домов.

## Население
| 1989 | 2002 | 2010 | 2012 | 2013 | 2014 | 2015 |
| ---- | ---- | ---- | ---- | ---- | ---- | ---- |
| 871  | ↗993 | ↘963 | ↘948 | ↘947 | ↘933 | ↗959 |
| 2021 |      |      |      |      |      |      |
| ↘896 |      |      |      |      |      |      |

## Инфраструктура
Колхоз, средняя школа, детский сад, Дом культуры, библиотека, фельдшерско-акушерский пункт, почта, пограничная застава, таможня.